# Лидион

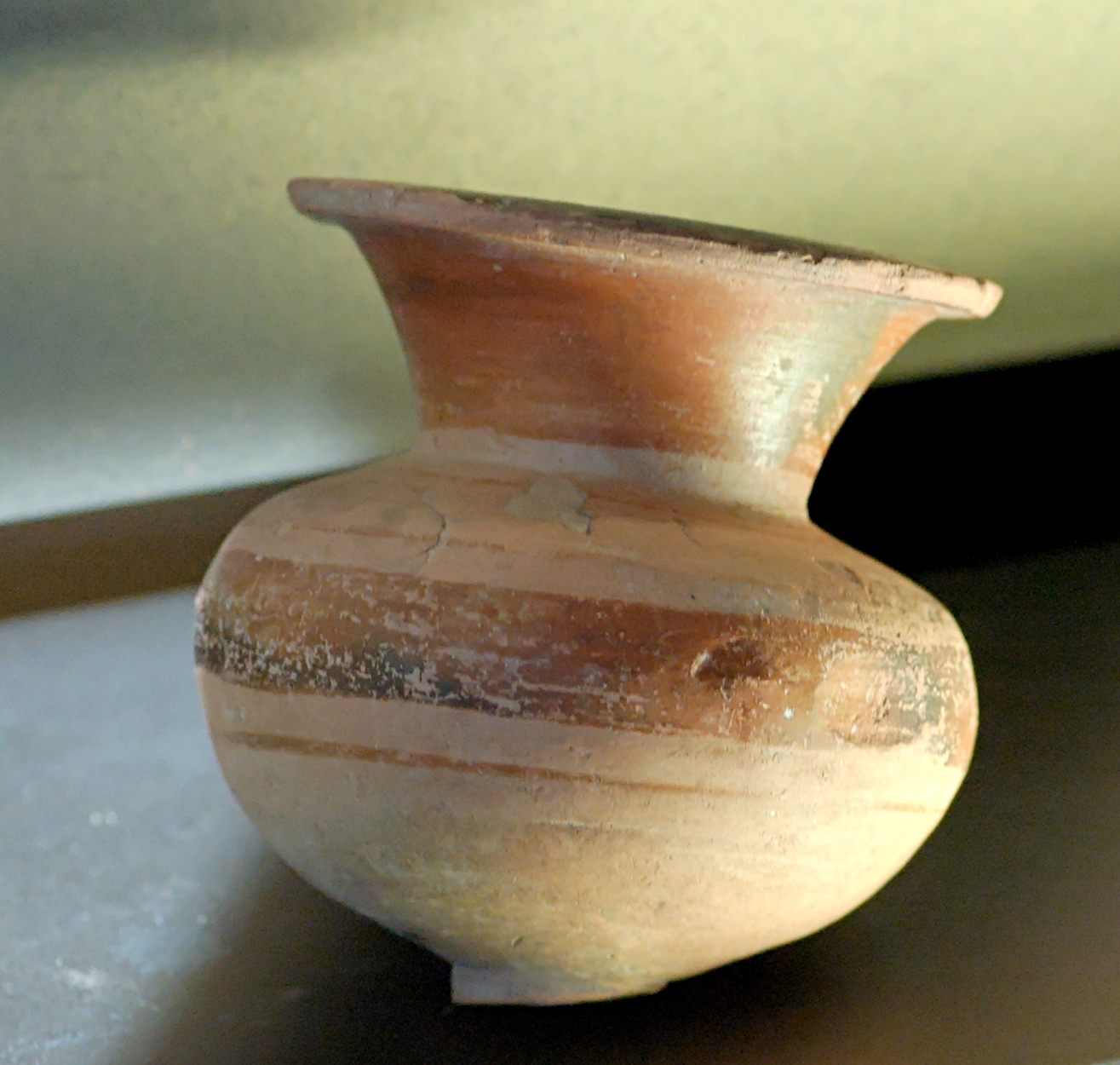
Лидион, VI век до н. э. Лувр

Лидион (др.-греч. λύδιον) — сосуд без ручек сферической формы с узкой конической ножкой, предназначенный для хранения благовоний. Получил распространение у гончаров восточной Греции. В верхней части широкое горлышко с горизонтальным ободом. Лидион получил своё название от лидийцев, создателей этого вида керамики. Возможно, форма сосуда имеет египетское происхождение.